# Michal Caban
Michal Caban (* 5. září 1961) je český režisér, choreograf, scenárista, filmový a televizní tvůrce a komunální politik. Společně se svým bratrem Šimonem Cabanem tvoří autorské duo Cabani. Je vůdčí osobností baletní skupiny Křeč. V roce 2006 se Cabani zasloužili o vznik úspěšného Candida Leonarda Bernsteina. V roce 2017 inscenovali Offenbachova Orfea v Opeře Národního divadla.
V roce 2018 byl zvolen do zastupitelstva městské části Praha 1 za Iniciativu občanů ze sedmého místa kandidátky sdružení My, co tady žijeme jako třetí v pořadí. Po volbách nejprve podpořil starostu Pavla Čižinského v koalici se sdružením PRAHA 1 SOBĚ, Piráty a Zelenými, ovšem v lednu 2020 se připojil k jeho odvolání a volbě nového starosty Petra Hejmy v koalici s TOP 09, ODS a ANO. V nové radě městské části, v níž zasedli i někteří trestně stíhaní zastupitelé, získal post neuvolněného radního pro kultivaci a oživení památkové rezervace; po sloučení zastupitelského klubu My, co tady žijeme s klubem TOP 09 se stal jeho předsedou.

## Filmografie

### Režie
- 1997 KusPoKusu
- 1995 Neklidné vidiny
- 1992 Don Gio
- 1991 Don Giovanni (TV film)

### Scenárista a autor námětu
- 1992 Don Gio
- 1988 Pražská pětka

### Choreografie
- 2003 Mazaný Filip
- 2002 Children of Dune (film USA)
- 2000 Duna (film USA)
- 1995 Brundibár (ARBOS Rakousko)
- 1994 Kar (ARBOS Rakousko)
- 1993 Císař Atlantidy (ARBOS Rakousko)
- 1992 Late Afternoon in Paradise (ARBOS Rakousko)
- 1991 Pražákům, těm je hej!
- 1990 Kouř
- 1987 Pravidla kruhu

### Účinkující
- 1984 Amadeus (film USA)
- 2008 Po stopách hvězd: Chantal Poullain (TV film)

## Rozhovory
- Rozhovor na KVIFF 2015

## Spolupráce s festivaly a uměleckými cenami
- Mezinárodní filmový festival Karlovy Vary
- Festival Zlatá Praha (1999–2001)
- Cena Akademie populární hudby (2000,2001)